# Come and Get It (álbum de Rachel Stevens)
Come and Get It é o segundo álbum de estúdio da cantora pop britânica Rachel Stevens, lançado no Reino Unido em 17 de Outubro de 2005, no Brasil em 29 de Outubro de 2005 e nos Estados Unidos 26 de Junho de 2007. O álbum recebeu boas críticas ao redor do mundo, e em 2007 entrou para a lista dos "1000 discos que você deve ouvir antes de morrer" feita pelo The Guardian.

## Alinhamento de faixas
| N.º | Título                                 | Compositor(es) | Produtor(es)                               | Duração |  |
| 1.  | "So Good"                              | Hannah Robinson Pascal Gabriel                                                                                           | Robinson Gabriel Jeremy Wheathley          | 3:14    |  |
| 2.  | "I Said Never Again (But Here We Are)" | Julian Gingell Barry Stone Rob Davis                                                                                     | Jewels & Stone Davis                       | 3:26    |  |
| 3.  | "Crazy Boys"                           | Robinson Richard X | Richard X                                  | 3:52    |  |
| 4.  | "I Will Be There"                      | Robinson Gabriel Paul Statham                                                                                            | Gabriel                                    | 4:03    |  |
| 5.  | "Negotiate with Love"                  | Anders Wollbeck Mattias Lindblom Miriam Nervo, Olivia Nervo                                                              | Lindblom Wollbeck                          | 3:07    |  |
| 6.  | "It's All About Me"                    | Boris Williams Fraser T Smith Laurence Tolhurst Porl Thompson Richard Cardwell Robert Smith Roger O'Donnell Simon Gallup | Fraser T Smith                             | 3:30    |  |
| 7.  | "Secret Garden"                        | Jon Douglas Karen Poole                                                                                                  | Douglas                                    | 3:59    |  |
| 8.  | "Nothing Good About This Goodbye"      | Alexis Strum Brian Higgins Nick Coler                                                                                    | Xenomania Wheathley Brio Taliaferro        | 3:34    |  |
| 9.  | "Some Girls"                           | Robinson Richard X | Richard X Pete Hofmann                     | 3:36    |  |
| 10. | "Je M'apelle"                          | Damian LeGassick Shelley Poole                                                                                           | LeGassick                                  | 3:39    |  |
| 11. | "Funny How"                            | Rachel Stevens Higgins Lisa Cowling Miranda Cooper Coler Tim Rowell                                                      | Xenomania Higgins                          | 4:14    |  |
| 12. | "Every Little Thing"                   | Gingell Stone Davis | Jewels & Stone Davis                       | 3:45    |  |
| 13. | "Dumb Dumb"                            | David Eriksen J. Valentine Nichols                                                                                       | David Eriksen Thomas Eriksen Martin Sjølie | 3:43    |  |

| Faixas da versão DVD |                                        |         |  |
| N.º                  | Título                                 | Duração |  |
| 1.                   | "Sweet Dreams My L.A. Ex"              |         |  |
| 2.                   | "Funky Dory"                           |         |  |
| 3.                   | "Some Girls"                           |         |  |
| 4.                   | "More, More, More"                     |         |  |
| 5.                   | "Negotiate with Love"                  |         |  |
| 6.                   | "So Good"                              |         |  |
| 7.                   | "I Said Never Again (But Here We Are)" |         |  |

Créditos de demonstração
- "It's All About Me" contém amostra de "Lullaby" (1989), interpretada por The Cure.[2]

## Créditos
| Críticas profissionais                                                      | Críticas profissionais |
| Avaliações da crítica                                                       | Avaliações da crítica  |
| Fonte                                                                       | Avaliação              |
| --------------------------------------------------------------------------- | ---------------------- |
| allmusic                                                                    | [ 3 ]                  |
| BBC.co.uk                                                                   | [ 4 ]                  |
| Londonist                                                                   | (positivo)             |
| MusicOMH                                                                    | (positive)             |
| Stylus Magazine                                                             | (A-)                   |
| The Daily Telegraph                                                         | (negativo)             |
| The Guardian                                                                | [ 9 ]                  |
| Times Online                                                                | [ 10 ]                 |
| Yahoo! Music                                                                | [ 11 ]                 |
| Esta tabela precisa de ser acompanhada por texto em prosa. Consulte o guia. |                        |

- Guitarra - Eivind Aarset, Nick Coler, Shawn Lee and James Nisbet
- Keyboards – David Eriksen, Julian Gingell, Brian Higgins, Eliott James, Damian leGassick, Tim Powell, Paul Statham, Barry Stone and Anders Wollbeck
- Vocais de Apoio - David Eriksen, Priscilla Jones Campbell, Hannah Robinson, Barry Stone and Richard X
- Programador - David Eriksen and Paul Statham
- Mixagem - Adrian Bushby, Tommy D., Pete Hofmann, Tim Powell, Fraser Smith, Jeremy Wheatley and Anders Wollbeck
- Finalização -; Francesco Cameli, David Eriksen, Pete Hofmann and Fraser Smith
- Programador - Dave Clews, Julian Gingel, Eliott James, Tim "Rolf" Larcombe, Damian leGassick, Tim Powell, Paul Statham, Barry Stone, Brio Taliaferro, Damian Taylor and Anders Wollbeck
- Masterização -; Dick Beetham and Richard Dowling
- Diretor de Arte e Design - Paul West

## Desempenho nas tabelas musicais
| Tabela musical (2005)         | Melhor posição |
| ----------------------------- | -------------- |
| Reino Unido (UK Albums Chart) | 28             |

## Histórico de lançamento
| País           | Data                  | Formato(s)          | Gravadora  | Catálogo | Ref. |
| -------------- | --------------------- | ------------------- | ---------- | -------- | ---- |
| Reino Unido    | 17 de outubro de 2005 | CD download digital | Polydor 19 |          |      |
| Brasil         | 29 de outubro de 2005 | CD download digital | Polydor 19 |          |      |
| Estados Unidos | 26 de junho de 2007   | CD download digital | Polydor 19 | 33R41-9  |      |